# Typhochrestus ultimus
Typhochrestus ultimus là một loài nhện trong họ Linyphiidae.
Loài này thuộc chi Typhochrestus. Typhochrestus ultimus được Robert Bosmans miêu tả năm 1990.